# 古尾谷八幡神社

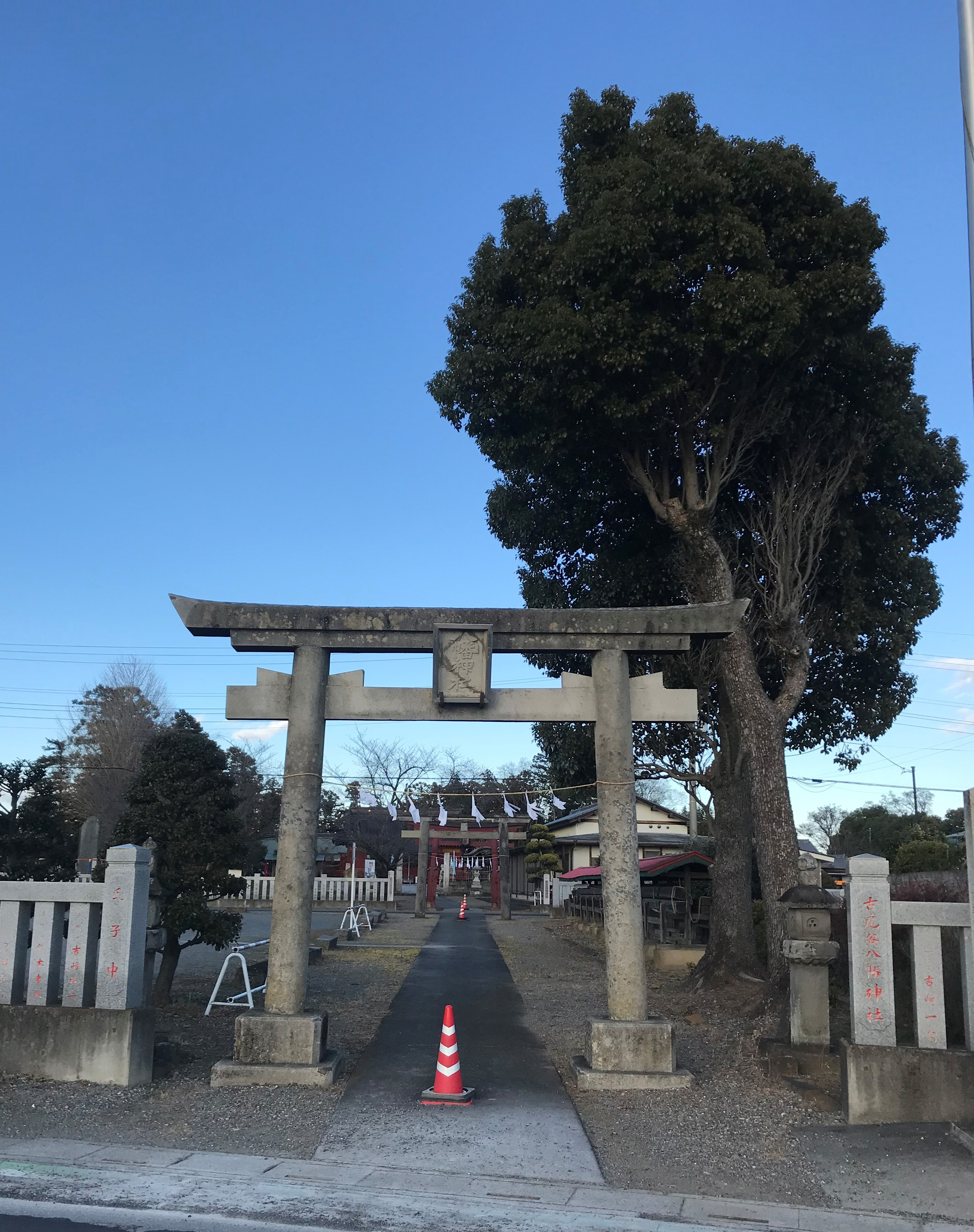
鳥居

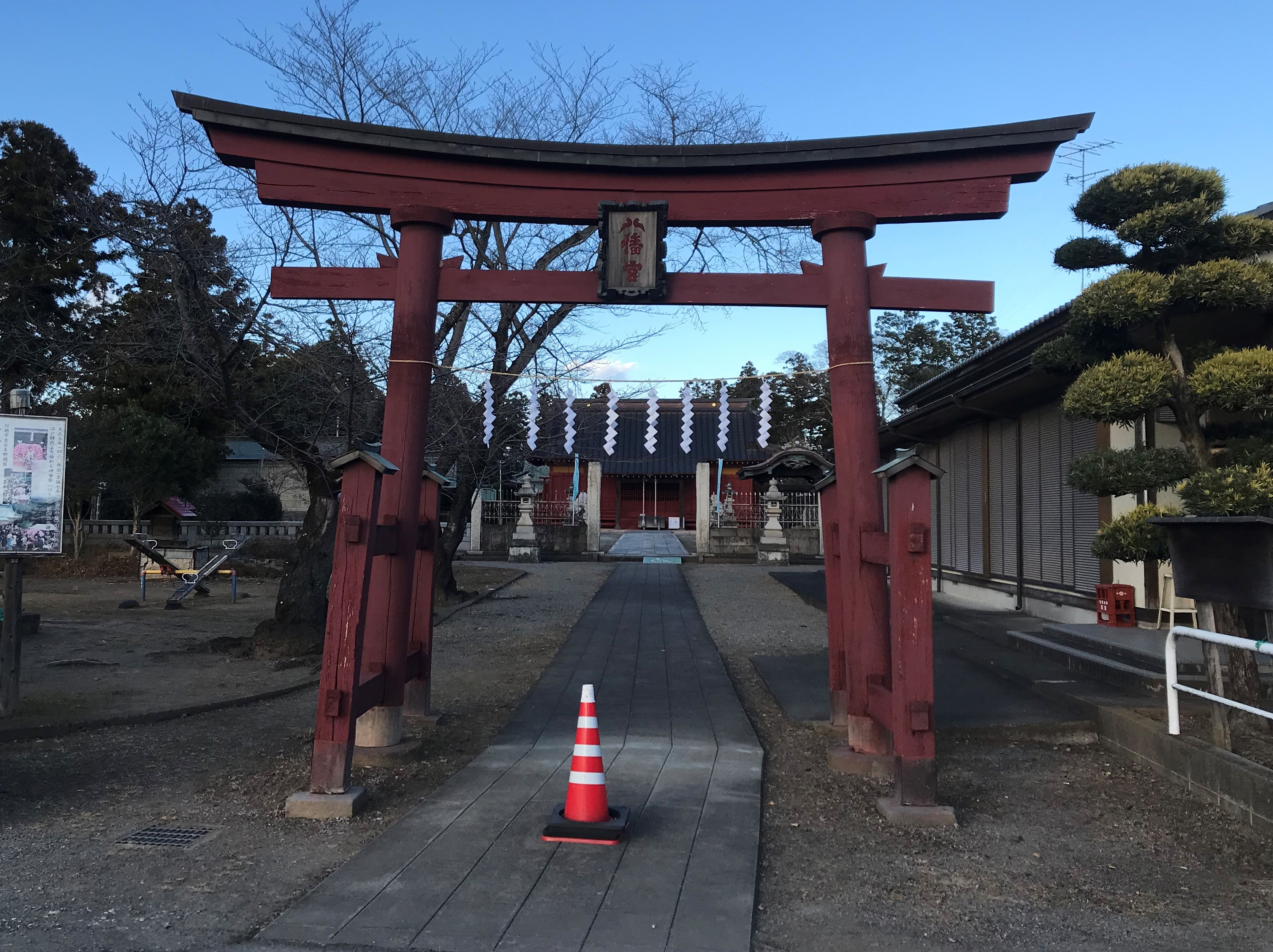
鳥居

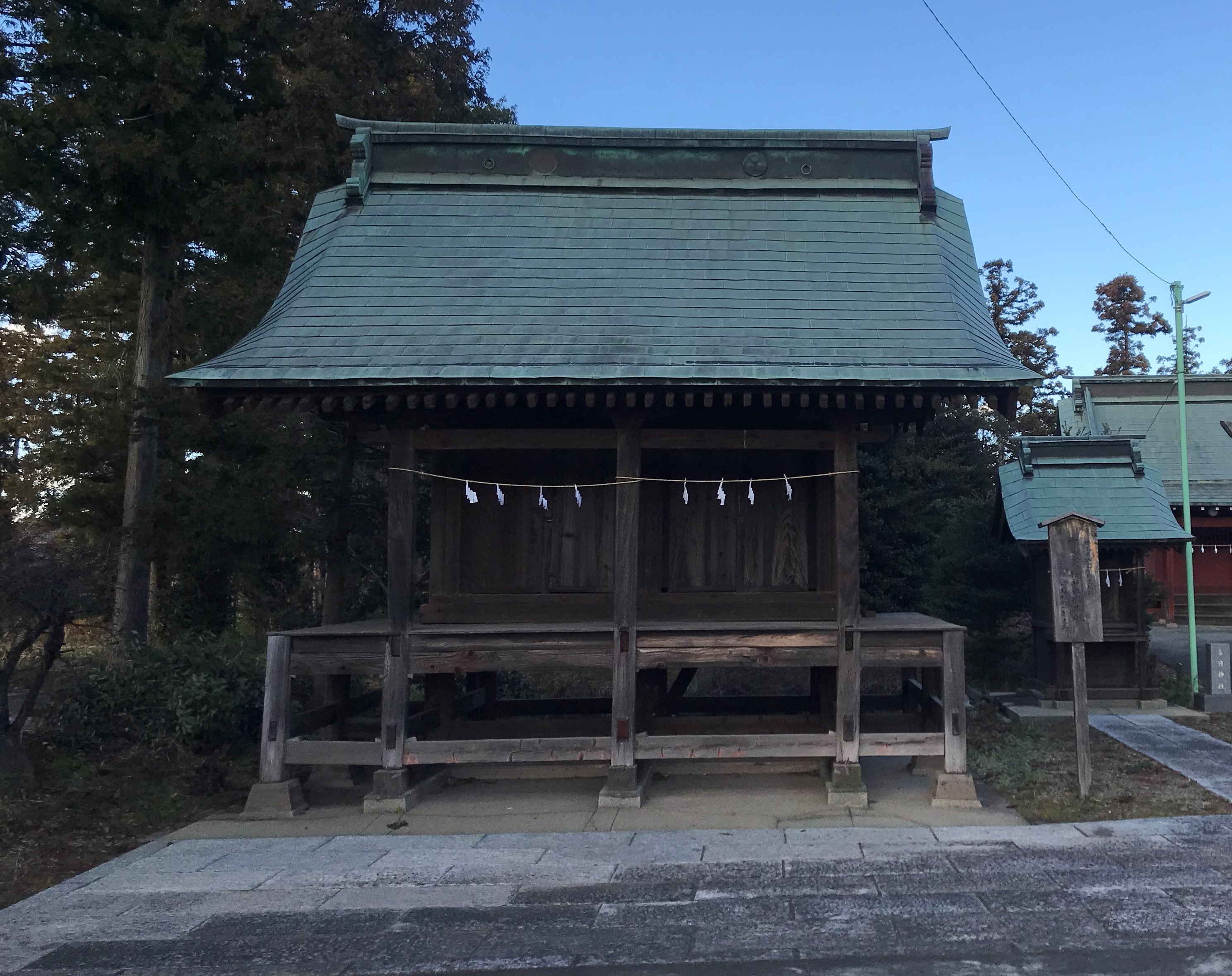
旧本殿

古尾谷八幡神社（ふるおやはちまんじんじゃ）は、埼玉県川越市の神社。

## 歴史
863年（貞観4年）に創建された。慈覚大師円仁が当地に巡錫した際に石清水八幡宮の分霊を勧請して創建された。鎌倉幕府初代将軍源頼朝は、当地を石清水八幡宮に寄進したという。
1975年（昭和50年）、ある高校生が近くにある薬師堂に安置されていた薬師如来像が鎌倉時代初期のものであることを発見した。それがきっかけで周辺の仏像等が調べられ、当社の由来はおおむね事実であることが明らかになった。
当社には「ほろ祭」という行事がある。この行事は氏子区域の上下組の長男に参加資格があり、参加者は「ホロショイッコ」と呼ばれている。

## 文化財
- 古尾谷八幡神社社殿（埼玉県指定有形文化財 平成7年3月17日指定）[3]
- 古尾谷八幡神社旧本殿（埼玉県指定有形文化財 平成7年3月17日指定）[3]
- ほろ祭（埼玉県指定無形民俗文化財 平成10年3月17日指定）[4]
- 湯花用大釜（川越市指定有形文化財 平成12年4月7日指定）[5]
- 古尾谷八幡神社所蔵徳川歴代将軍朱印状（川越市指定有形文化財 平成14年2月25日指定）[5]

## 交通アクセス
- 南古谷駅より徒歩36分。